# Catharsius oedipus
Catharsius oedipus là một loài bọ cánh cứng trong họ Bọ hung (Scarabaeidae).